# Ubisoft Paris
Ubisoft Paris is een Frans computerspelontwikkelaar gevestigd in Parijs. Het bedrijf werd in 1986 opgericht als eerste interne ontwikkelaar van Ubisoft.

## Ontwikkelde spellen
| Release | Titel                                          | Platforms                                                                              |
| ------- | ---------------------------------------------- | -------------------------------------------------------------------------------------- |
| 1999    | Monaco Grand Prix Racing Simulation 2          | PlayStation                                                                            |
| 2000    | Disney's Dinosaur                              | Dreamcast, Windows                                                                     |
| 2000    | F1 Racing Championship                         | Mac OS, PlayStation 2, Windows                                                         |
| 2001    | Rayman 2: Revolution                           | PlayStation 2                                                                          |
| 2001    | Planet of the Apes                             | PlayStation, Windows                                                                   |
| 2002    | RS3: Racing Simulation 3                       | Nintendo GameCube, PlayStation 2, Windows                                              |
| 2003    | XIII                                           | Nintendo 64, Nintendo GameCube, PlayStation 2, Windows, Xbox                           |
| 2003    | Gold Games 7                                   | Windows                                                                                |
| 2004    | Rayman 3: Hoodlum Havoc                        | Mac OS                                                                                 |
| 2004    | Tom Clancy's Ghost Recon: Jungle Storm         | PlayStation 2                                                                          |
| 2004    | Family Fun Pack 2                              | Mac OS                                                                                 |
| 2004    | Tom Clancy's Ghost Recon 2                     | PlayStation 2                                                                          |
| 2005    | Gold Games 8                                   | Windows                                                                                |
| 2005    | 187 Ride or Die                                | PlayStation 2, Xbox                                                                    |
| 2005    | Peter Jackson's King Kong                      | Nintendo GameCube, PlayStation 2, PlayStation Portable, Xbox, Xbox 360                 |
| 2006    | Tom Clancy's Ghost Recon Advanced Warfighter   | PlayStation 2, Windows, Xbox 360                                                       |
| 2006    | Street Riders                                  | PlayStation Portable                                                                   |
| 2006    | Red Steel                                      | Wii                                                                                    |
| 2007    | Tom Clancy's Ghost Recon Advanced Warfighter 2 | PlayStation 3, Xbox 360                                                                |
| 2007    | Petz: Catz 2                                   | PlayStation 2                                                                          |
| 2007    | Rayman Raving Rabbids 2                        | Wii                                                                                    |
| 2008    | Rayman Raving Rabbids: TV Party                | Wii                                                                                    |
| 2009    | Tom Clancy's EndWar                            | PlayStation 3, Xbox 360                                                                |
| 2009    | Just Dance                                     | Wii                                                                                    |
| 2010    | Raving Rabbids: Travel in Time                 | Nintendo 3DS, Wii                                                                      |
| 2010    | Red Steel 2                                    | Wii                                                                                    |
| 2010    | Just Dance 2                                   | Wii                                                                                    |
| 2010    | Michael Jackson: The Experience                | Nintendo 3DS, Wii                                                                      |
| 2011    | Just Dance: Summer Party                       | Wii                                                                                    |
| 2011    | Just Dance 3                                   | PlayStation 3, Wii, Xbox 360                                                           |
| 2011    | Just Dance Wii                                 | Wii                                                                                    |
| 2011    | The Black Eyed Peas Experience                 | Wii                                                                                    |
| 2011    | ABBA: You Can Dance                            | Wii                                                                                    |
| 2012    | Just Dance: Best Of                            | Wii, Xbox 360                                                                          |
| 2012    | Tom Clancy's Ghost Recon: Future Soldier       | PlayStation 3, Windows, Xbox 360                                                       |
| 2012    | Just Dance 4                                   | PlayStation 3, Wii, Wii U, Xbox 360                                                    |
| 2012    | Rabbids Land                                   | Wii U                                                                                  |
| 2013    | Just Dance 2014                                | PlayStation 3, PlayStation 4, Wii, Wii U, Xbox 360, Xbox One                           |
| 2013    | Assassin's Creed: Pirates                      | Android, iOS                                                                           |
| 2014    | Watch Dogs                                     | PlayStation 3, PlayStation 4, Windows, Xbox 360, Xbox One                              |
| 2014    | Just Dance Now                                 | Android, iOS                                                                           |
| 2014    | Just Dance 2015                                | PlayStation 3, PlayStation 4, Wii, Wii U, Xbox 360, Xbox One                           |
| 2015    | Just Dance 2016                                | PlayStation 3, PlayStation 4, Wii, Wii U, Xbox 360, Xbox One                           |
| 2016    | Watch Dogs 2                                   | PlayStation 4, Windows, Xbox One                                                       |
| 2016    | Just Dance 2017                                | Nintendo Switch, PlayStation 3, PlayStation 4, Wii, Wii U, Windows, Xbox 360, Xbox One |
| 2017    | Tom Clancy's Ghost Recon Wildlands             | PlayStation 4, Windows, Xbox One                                                       |
| 2017    | Mario + Rabbids Kingdom Battle                 | Nintendo Switch                                                                        |
| 2017    | Just Dance 2018                                | Nintendo Switch, PlayStation 3, PlayStation 4, Wii, Wii U, Xbox 360, Xbox One          |
| 2018    | The Crew 2                                     | PlayStation 4, Windows, Xbox One                                                       |
| 2018    | Just Dance 2019                                | Nintendo Switch, PlayStation 4, Wii, Wii U, Xbox 360, Xbox One                         |
| 2019    | Tom Clancy's Ghost Recon Breakpoint            | PlayStation 4, Stadia, Windows, Xbox One                                               |
| 2020    | Watch Dogs: Legion                             | PlayStation 4, PlayStation 5, Stadia, Windows, Xbox One, Xbox Series X                 |